# Maxim Wjatscheslawowitsch Petrow
Maxim Wjatscheslawowitsch Petrow (russisch Максим Вячеславович Петров; * 18. Januar 2001 in Balaschicha) ist ein russischer Fußballspieler.

## Karriere

### Verein
Petrow begann seine Karriere bei Lokomotive Moskau. Zur Saison 2019/20 rückte er in den Kader des drittklassigen Farmteams Lokomotive-Kasanka Moskau. Für Kasanka kam er in jener Saison, die COVID-bedingt abgebrochen wurde, zu acht Einsätzen in der Perwenstwo PFL. In der Saison 2020/21 absolvierte er elf Drittligapartien, in denen er zweimal traf. Zur Saison 2021/22 wurde er in den Profikader von Lok befördert. Sein Debüt für die Profis in der Premjer-Liga gab Petrow daraufhin im September 2021 gegen Krylja Sowetow Samara. Bis Saisonende kam er zu 14 Einsätzen in der höchsten Spielklasse.
Nach einem weiteren Einsatz zu Beginn der Saison 2022/23 wurde Petrow im August 2022 an den Zweitligisten Alanija Wladikawkas verliehen.

### Nationalmannschaft
Petrow spielte zwischen 2016 und 2020 von der U-15 bis zur U-19 für sämtliche russische Jugendnationalauswahlen und kam insgesamt zu über 40 Einsätzen.